# Canthocamptus hoferi
Canthocamptus hoferi is een eenoogkreeftjessoort uit de familie van de Canthocamptidae. De wetenschappelijke naam van de soort is voor het eerst geldig gepubliceerd in 1907 door Douwe.